# På farligt uppdrag (film, 1954)
På farligt uppdrag är en amerikansk film från 1954 som är inspelad i Glacier nationalpark i Montana. Filmen är en av 1950-talets många 3D-filmer med naturscener. Louis King regisserade denna serietidningsthriller och framtida katastroffilmsmakaren Irwin Allen producerade.

## Rollista
- Victor Mature - Matt Hallett
- Piper Laurie - Louise Graham
- William Bendix - Joe Parker
- Vincent Price - Paul Adams
- Betta St. John - Mary Tiller
- Harry Cheshire - Elster
- Steve Darrell - Katoonai Tiller